# متحف بريد المغرب
متحف بريد المغرب، أو المتحف الوطني للبريد سابقاً، هو متحف يقع في مدينة الرباط عاصمة المغرب، يضم مجموعة من المعروضات التي تتعلق بتاريخ البريد، مثل البريد في عهد الحماية والبريد بعد الاستقلال والبريد اليوم، بالإضافة إلى وجود عددٍ من الطوابع البريدية التاريخية.
يُعتبر المتحف المرجع القانوني للطوابع البريدية المغربية، ويضم أعمال الفنانين المصممين للطوابع.

## التاريخ
افتُتح المتحف في 30 يونيو 1970 لتوثيق تاريخ البريد منذ تأسيسه عام 1892 في عهد السلطان الحسن الأول، وصولاً إلى العصر الحديث. شهد حفل الافتتاح حضور وزير البريد والاتصالات، وزير الشباب والرياضة والشؤون الاجتماعية، وكذا سفراء دول المغرب العربي المعتمدين وكذا إصدار نسخة خاصة من طابع تذكاري حول موضوع الأزياء. كان المتحف عند تأسيسه ملحقا بالكتابة العامة لوزارة البريد والاتصالات.
ومع مرور الوقت، توسّعت المجموعات لتتيح للزوار فرصة استكشاف معارض طوابع بريدية مرتبة زمنيًا، بالإضافة إلى مجموعات تتعلق بالهواتف والتلغراف، تسلط الضوء على تاريخ البريد والاتصالات في المغرب.
وفي سنة 2000، تم نقل جميع المواد المتعلقة بخدمة الاتصالات إلى مؤسسة جديدة، متحف اتصالات المغرب، وتم تغيير اسم المتحف الوطني للبريد والاتصالات ليصبح المتحف الوطني لبريد المغرب.
أُغلق المتحف للجمهور في عام 2005 لإجراء أعمال تجديد واسعة النطاق.
في نوفمبر 2019، أُعيد افتتاح المتحف بعد خمس سنوات من إعادة التهيئة والتجديد. وقد قدّمت "بريد المغرب" رؤية جديدة للمتحف تجمع بين الحداثة والهوية المغربية.

## الهندسة

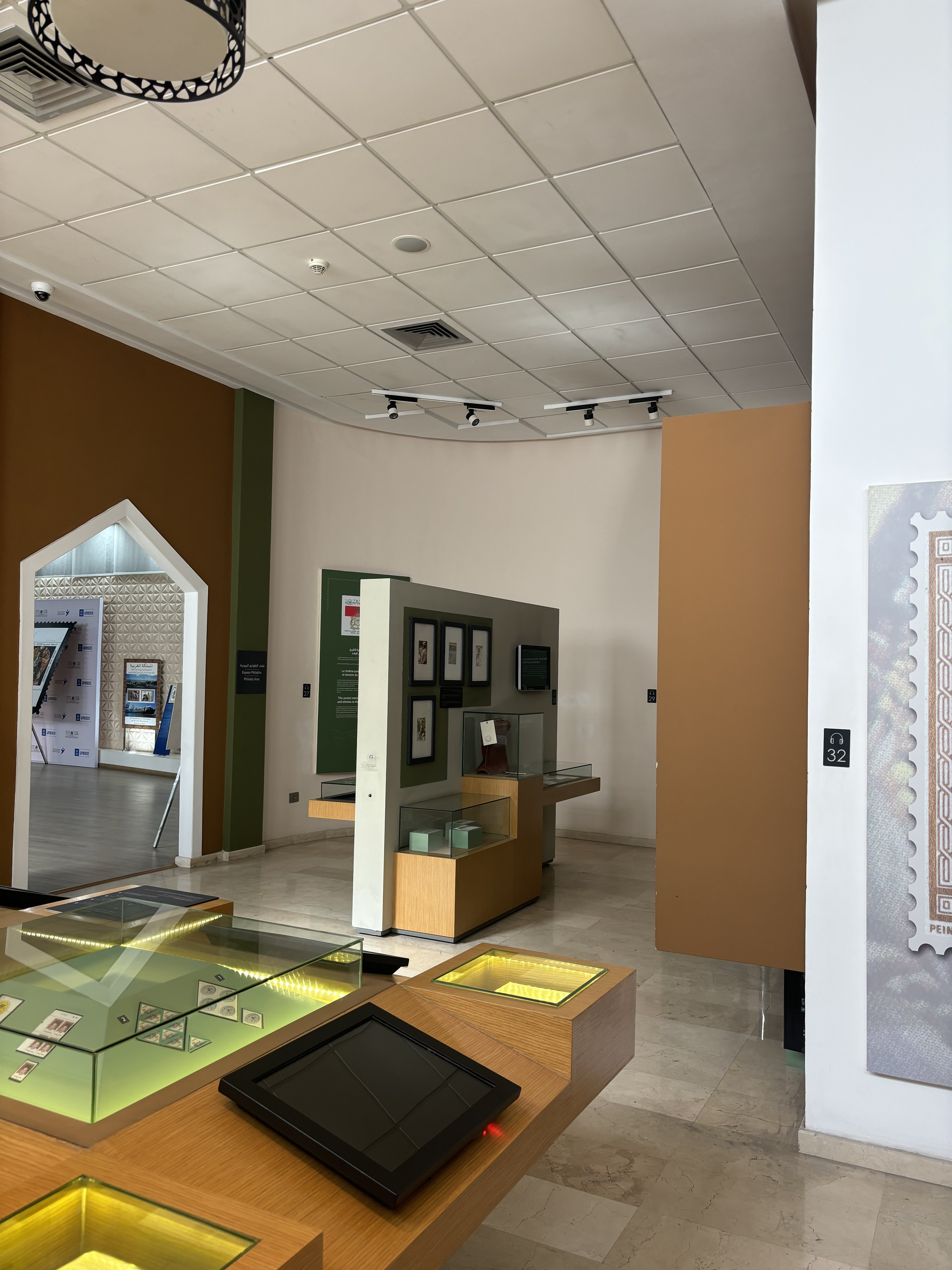
أحد فضاءات المتحف.

صُمّم المتحف على مساحة تزيد عن 700 متر مربع، ويعرض أكثر من 600 طابع بريدي بالإضافة إلى مجموعة من القطع المرتبطة بتاريخ البريد. تتوزع المعروضات على عدة فضاءات عرض، من بينها:
- فضاء تعريفي: عند مدخل المتحف، تعرض خريطة زمنية تسلط الضوء على أهم التواريخ والمراحل في تاريخ البريد المغربي منذ عام 1892، إلى جانب صورة لأول طابع بريدي في العالم، ونسخة من الظهير الموحدي، وأخيرًا متجر المتحف.
- فضاء مخصص لبدايات الخدمة البريدية في المغرب خلال القرن التاسع عشر.
- فضاء "تاريخ الطوابع": يأخذ الزائر في رحلة لاستكشاف مختلف التطورات التي شهدتها تجربة البريد المغربي.
- فضاء مخصص لتطور الخدمات البريدية بعد استقلال المغرب في عام 1956: يُدخل الزائر في أجواء عهد جلالة الملك الراحل محمد الخامس.

## الفعاليات
يدعم متحف بريد المغرب العديد من الفعاليات والأنشطة الثقافية. كل عام، يحتضن المتحف معارض للإصدارات الخاصة التي تهدف إلى تكريم شخصيات بارزة أو إحياء ذكرى أحداث وطنية أو دولية هامة. كما يشجع المتحف العديد من المبادرات التي تشمل مجالات مختلفة، من بينها الثقافة، التراث، الرياضة وغيرها. وفي 2022، استضاف المتحف معرضا لطوابع بريدية خاصة تستعرض تاريخ البريد المخزني احتفالا بمرور 130 عاما على إنشائه.

## الوصول والدخول

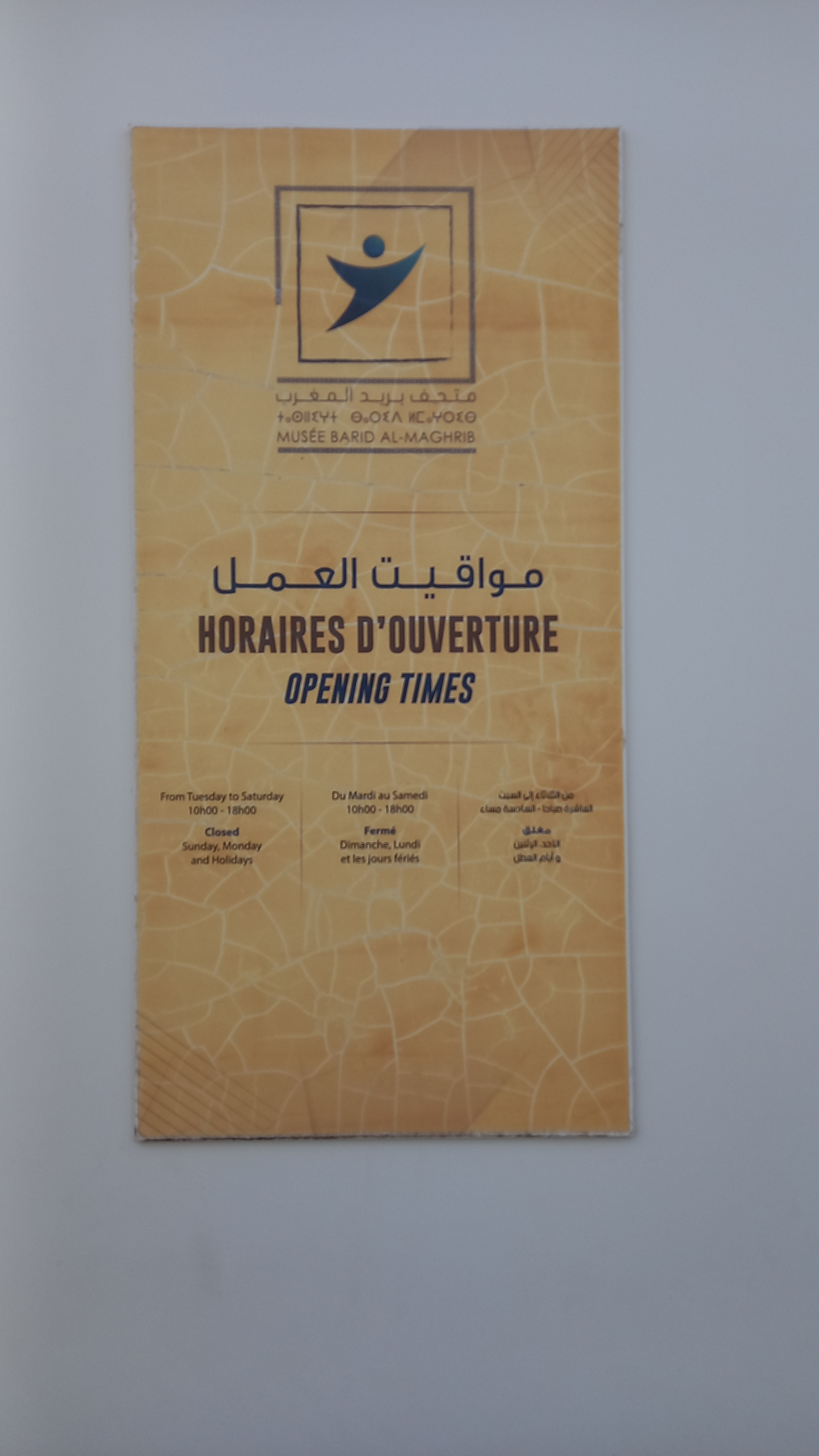
مواقيت عمل متحف البريد

يقع المتحف في قلب مدينة الرباط على شارع محمد الخامس. يفتح المتحف أبوابه للزوار من يوم الثلاثاء إلى السبت من الساعة 10:00 صباحًا وحتى 06:00 مساءً.